# Tapinocyba maureri
Tapinocyba maureri là một loài nhện trong họ Linyphiidae.
Loài này thuộc chi Tapinocyba. Tapinocyba maureri được Konrad Thaler miêu tả năm 1991.